# Phalaenopsis taenialis
Espèce
Classification phylogénétique
Phalaenopsis taenialis est une espèce de plantes à fleurs de la famille des Orchidaceae (les orchidées) et du genre Phalaenopsis.
- Synonymes:
  - Phalaenopsis braceana (Hook.f.) Christenson
  - Doritis braceana  Hook.f. (1890) - Basionyme
  - Kingidium naviculare Tsi (1984)
  - Kingidium braceanum Seidenf. (1988)
  - Biermannia naviculare Tang & Wang (1997)
  - Aerides carnosa Griff.
  - Aerides taenialis Lindl.
  - Biermannia navicularis Tang & F.T.Wang ex Gruss & Rollke
  - Biermannia taenialis (Lindl.) Tang & F.T.Wang
  - Polychilos taenialis (Lindl.) Shim
  - Kingidium taeniale (Lindl.) P.F.Hunt
  - Kingiella taenialis (Lindl.) Rolfe

## Description
Cette espèce a des racines aplaties et verruqueuses, qui naissent de tiges discrètes portant quelques feuilles caduques de 1-3,5 cm de long et de 4-13 cm de long. Les feuilles sont généralement perdues pendant la floraison ou la saison sèche, mais il arrive fréquemment qu'une feuille persiste. La floraison a lieu en juin et 1 à 2 fleurs à large ouverture, rose pâle à rose pourpre, sont produites sur des racèmes axillaires de 6,5 à 19 cm de long. La colonne est largement dilatée au niveau du stigmate. Le chapeau de l'anthère est subglobuleux. Le labelle possède un éperon sub-cylindrique, qui pointe vers le bas à angle droit par rapport à l'ovaire. 
Le nombre de chromosomes est 2n = 36, 38, 40, 57.

## Écologie
Origines : Bhoutan, Chine (Yunnan)